# إيما نوكس
إيما نوكس (بالإنجليزية: Emma Knox)‏ هي لاعبة كرة الماء أسترالية، ولدت في 2 مارس 1978 في Dampier, Western Australia ‏ في أستراليا.

## وصلات خارجية
- إيما نوكس على موقع الاتحاد الدولي للسباحة (الإنجليزية)
- إيما نوكس على موقع اللجنة الأولمبية الدولية (الإنجليزية)
- إيما نوكس على موقع أوليمبيديا (الإنجليزية)
- إيما نوكس على موقع اللجنة الأولمبية الأسترالية (الإنجليزية)